# Kuno von Disibodenberg
Kuno von Disibodenberg († 1155) war ein Abt des Benediktiner-Klosters Disibodenberg. Sein Name wird in verschiedenen Quellen erwähnt, vor allem in Verbindung mit Hildegard von Bingen, der ersten Vertreterin der deutschen Mystik des Mittelalters. Im Kloster war sie direkt ihm unterstellt. Hildegard hatte mehrfach Auseinandersetzungen mit Kuno, der ihr vorwarf, die Askese, eines der Prinzipien des Mönchtums, zu vernachlässigen oder zu erschweren.